# Heimweg (Ansbach)
Heimweg (fränkisch: Heimweech) ist ein Gemeindeteil der kreisfreien Stadt Ansbach (Mittelfranken, Bayern). Heimweg liegt in der Gemarkung Hennenbach.

## Geografie
Der an der Bundesstraße 14 gelegene Ort bildet heute mit Ansbach im Westen und der Windmühle im Osten eine geschlossene Siedlung.

## Geschichte
Karl Heinrich Ritter von Lang ließ diesen Ort 1816/17 als seinen Alterssitz erbauen. Er vereinigte die gesamten Ländereien auf dem Urlas in seinem Besitz, indem er das Gelände um die Windmühle bis zum Rabenhof hin aufkaufte, das zu dieser Zeit wüst und öd dalag, weil sich dort Sandsteingruben befanden, wo ab 1710 Steinquader für den Schlossbau gebrochen wurden. Mit dem Kauf dieser Ländereien hatte er sich übernommen, so dass nach seinem Tod 1835 ein Nachlasskonkurs durchgeführt werden musste. Heimweg befand sich auf dem Gemeindegebiet von Hennenbach.
Die Anlage wurde später erweitert und ist jetzt ein Altenheim.
Am 1. Juli 1972 wurde Heimweg im Zuge der Gebietsreform in Bayern nach Ansbach eingemeindet.

## Einwohnerentwicklung
| Jahr      | 001836 | 001840 | 001861 | 001871 | 001885 | 001900 | 001925 | 001950 | 001961 | 001970 | 001987 |
| Einwohner | 6      | 5      | *      | 10     | 5      | 4      | 60     | 109    | 93     | 84     | 117    |
| Häuser    | 2      | 1      |        |        | 1      | 1      | 2      | 2      | 1      |        | 1      |
| Quelle    | [ 9 ]  | [ 10 ] | [ 11 ] | [ 12 ] | [ 13 ] | [ 14 ] | [ 15 ] | [ 16 ] | [ 17 ] | [ 18 ] | [ 1 ]  |

## Religion
Die Einwohner evangelisch-lutherischer Konfession sind nach St. Johannis (Ansbach) gepfarrt. Die Einwohner römisch-katholischer Konfession waren zunächst nach St. Ludwig (Ansbach) gepfarrt, seit 1970 ist die Pfarrei Christ König (Ansbach) zuständig.